# Società Sportiva Roma Vis Nova Pallanuoto 2015-2016

## Rosa
| N° |                    | Ruolo | Giocatore            |
| -- | ------------------ | ----- | -------------------- |
|    | Italia (bandiera)  | P     | Mario Bonito         |
|    | Italia (bandiera)  | P     | Gianmarco Nicosia    |
|    | Italia (bandiera)  | D     | Claudio Innocenzi    |
|    | Brasile (bandiera) | D     | Bernardo Oneto Gomes |
|    | Italia (bandiera)  | D     | Francesco Vitola     |
|    | Italia (bandiera)  | D     | Francesco Poli       |
|    | Italia (bandiera)  | D     | Matteo Rigo          |
|    | Italia (bandiera)  | CV    | Davide Murro         |
|    | Croazia (bandiera) | A     | Rene Bezić           |

| N° |                    | Ruolo | Giocatore                 |
| -- | ------------------ | ----- | ------------------------- |
|    | Italia (bandiera)  | A     | Vincenzo Carchiolo        |
|    | Brasile (bandiera) | A     | Jonas De Olivera Crivella |
|    | Italia (bandiera)  | A     | Simone Pappacena          |
|    | Italia (bandiera)  | A     | Mario Del Basso           |
|    | Italia (bandiera)  | CB    | Alessandro Calcaterra     |
|    | Italia (bandiera)  | CB    | Jacopo Mandolini          |
|    | Italia (bandiera)  | CB    | Antonio Spinelli          |
|    | Italia (bandiera)  | CB    | Leonardo Bardella         |

| Allenatore: | Cristiano Ciocchetti |

## Mercato
| Acquisti | Acquisti                  | Acquisti          | Acquisti |
| R.       | Nome                      | da                |          |
| -------- | ------------------------- | ----------------- | -------- |
| D        | Bernardo Oneto            | Barceloneta       |          |
| A        | Rene Bezić                | President Bologna |          |
| A        | Jonas De Olivera Crivella | Pincheiros        |          |
| A        | Vincenzo Carchiolo        | Muri Antichi      |          |
| A        | Mario Del Basso           | Arechi            |          |
| CB       | Jacopo Mandolini          | Posillipo         |          |
| CB       | Alessandro Calcaterra     | Lazio             |          |

| Cessioni | Cessioni           | Cessioni         | Cessioni |
| R.       | Nome               | a                |          |
| -------- | ------------------ | ---------------- | -------- |
| CV       | Cristiano Mirarchi | Sport Management |          |
| A        | Nicola Cuccovillo  | Posillipo        |          |
| CB       | Marco Parisi       | Catania          |          |
| CB       | Lucas Wil Reynolds | fine rapporto    |          |

## Risultati

### Serie A1

#### Girone di andata
| Arbitri: | Leonardo Ceccarelli Marco Ercoli |

|                                                                             |           |                                              |
| Cuccovillo, Marinić Kragić: 3 Bušlje, Saccoia: 2 Foglio, Russo, Briganti: 1 | Marcatori | 2: Pappacena, Mandolini 1: Bezić, Calcaterra |

| Arbitri: | Stefano Alfi Fabio Brasiliano |

|                                                                |           |                                                            |
| Calcaterra, Vitola: 2 Bezić, Del Basso, Mandolini, B. Oneto: 1 | Marcatori | 3: Deserti, Petković 2: Razzi 1: Coppoli, Jelača, Mirarchi |

| Arbitri: | Luca Castagnola Massimo Savarese |

|                                                                                          |           |                                                                   |
| Borrelli, Brguljan: 3 Baraldi, Campopiano, Di Costanzo, Maccioni: 2 Baviera, Esposito: 1 | Marcatori | 2: Crivella, Del Basso, Mandolini 1: Bezić, Calcaterra, Pappacena |

| Arbitri: | Antonio Pascucci Alberto Rovida |

|                                                                           |           |                                                        |
| Pappacena, Bezić: 3 B. Oneto, Mandolini: 2 Carchiolo, Murro, Innocenzi: 1 | Marcatori | 4: Camilleri 2: Di Luciano, Danilović 1: Siani, Ivović |

| Arbitri: | Stefano Pinato Cristina Taccini |

|                                            |           |                                                       |
| Vasić, Bruni: 3 Astarita: 2 Brancatello: 1 | Marcatori | 3: Bezić, Mandolini 2: Calcaterra 1: Murro, Innocenzi |

| Arbitri: | Massimo Calabrò Fabio Collantoni |

|                                            |           |                                           |
| Pappacena, B. Oneto: 3 Bezić, Del Basso: 1 | Marcatori | 2: Alesiani, Sadovyy 1: Bianco, Milaković |

| Arbitri: | Giovanni Lo Dico Alessandro Marongiu |

|                                            |           |                                                                |
| Bezić: 4 Calcaterra: 3 B. Oneto, Vitola: 1 | Marcatori | 3: Presciutti 2: Rizzo, Damonte, Napolitano 1: Molina, Bertoli |

| Arbitri: | Daniele Bianco Luca Bianco |

|                                                    |           |                                               |
| Petronio: 2 Giorgi, Rocchi, Berlanga, Guimarães: 1 | Marcatori | 2: Mandolini 1: Crivella, B. Oneto, Carchiolo |

| Arbitri: | Gianluca Centineo Massimo Savarese |

|                                                        |           |                                                                  |
| B. Oneto: 2 Crivella, Innocenzi, Vitola, Calcaterra: 1 | Marcatori | 3: Valentino 2: M. Luongo 1: Scotti Galletta, Lanzoni, S. Luongo |

| Arbitri: | Stefano Pinato Francesco Romolini |

|                                                                                         |           |                               |
| Mandić, Bodegas: 3 Sukno, Giacoppo, Figari: 2 Di Fulvio, Figlioli, Aicardi, Fondelli: 1 | Marcatori | 1: Bezić, B. Oneto, Innocenzi |

| Arbitri: | Fabio Collantoni Cristina Taccini |

|                                                                     |           |                                                            |
| Calcaterra, Mandolini: 3 Pappacena: 2 Carchiolo, Bezić, B. Oneto: 1 | Marcatori | 2: Gandini, Mugnaini 1: Cambiaso, Manzi, Brlečić, Ivosević |

| Arbitri: | Fabio Brasiliano Attilio Paoletti |

|                                                     |           |                                                                                   |
| Di Rocco, Maddaluno:3 Giorgi: 2 Charuto, Lapenna: 1 | Marcatori | 2: Del Basso 1: Crivella, Murro, Pappacena, Bezić, B. Oneto, Innocenzi, Mandolini |

| Arbitri: | Stefano Alfi Filippo Gomez |

|                                                    |           |                                                    |
| Bezić, B. Oneto, Innocenzi: 2 Pappacena, Vitola: 1 | Marcatori | 3: De Trane 2: Monari 1: Gambacorta, Fracas, Guidi |

#### Girone di ritorno
| Arbitri: | Giovanni Lo Dico Marco Piano |

|                                            |           |                                                                           |
| Bezić: 2 Pappacena, B. Oneto, Innocenzi: 1 | Marcatori | 3: Gallo 2: Marinić Kragić, Renzuto Iodice 1: Cuccovillo, Foglio, Saccoia |

| Arbitri: | Massimo Calabrò Stefano Pinato |

|                                                                            |           |                                                                      |
| Di Somma: 5 Petković, Mirarchi, Deserti: 4 Brambilla: 3 Razzi: 2 Jelača: 1 | Marcatori | 2: Carchiolo 1: Murro, Pappacena, Bezić, Spinelli, Vitola, Del Basso |

| Arbitri: | Luca Bianco Luca Castagnola |

|                                                       |           |                                                                        |
| B. Oneto: 5 Mandolini: 4 Crivella: 2 Bezić, Vitola: 1 | Marcatori | 4: Brguljan 3: Di Costanzo 2: Campopiano 1: Borrelli, Velotto, Baraldi |

| Arbitri: | Daniele Bianco Cristina Taccini |

|                                                              |           |                                                                      |
| Camilleri, Danilović, Casasola: 2 Abela, Di Luciano, Lisi: 1 | Marcatori | 3: Pappacena 2: Vitola 1: Crivella, Calcaterra, Mandolini, Del Basso |

| Arbitri: | Stefano Alfi Raffaele Colombo |

|                                                                                    |           |                                               |
| Calcaterra: 4 Crivella: 2 Murro, Pappacena, Bezić, Innocenzi, Vitola, Mandolini: 1 | Marcatori | 4: Vasić 2: G. Oneto, Gobbi 1: Panerai, Bruni |

| Arbitri: | Marco Ercoli Filippo Gomez |

|                                                                                       |           |                                                                                 |
| Milaković: 6 Sadovyy: 3 Agostini: 2 Alesiani, Colombo, Bianco, Mistrangelo, Piombo: 1 | Marcatori | 7: Calcaterra 1: Murro, Pappacena, Bezić, B. Oneto, Innocenzi, Mandolini, Basso |

| Arbitri: | Gianluca Centineo Alberto Rovida |

| |           |                                     |
| Ubović: 4 Molina: 3 C. Presciutti, Ranđelović, Damonte: 2 Guerrato, Rizzo, N. Presciutti, Bertoli, Napolitano: 1 | Marcatori | 2: Murro, Bezić 1: B. Oneto, Vitola |

| Arbitri: | Daniele Bianco Raffaele Colombo |

|                                                                            |           |                                                                       |
| Bezić, B. Oneto: 2 Crivella, Carchiolo, Spinelli, Calcaterra, Del Basso: 1 | Marcatori | 3: Petronio, Giorgi 2: Elez 1: Ferreccio, Popović, Rocchi, Mezzarobba |

| Arbitri: | Gianluca Centineo Stefano Pinato |

|                                                                    |           |                                             |
| S. Luongo, M. Luongo: 4 Valentino: 3 Lanzoni: 2 Rossi, Marziali: 1 | Marcatori | 2: Pappacena, Mandolini, Del Basso 1: Bezić |

| Arbitri: | Marco Ercoli Alessio Magnesia |

|                                     |           |                                                                               |
| Mandolini: 2 B. Oneto, Del Basso: 1 | Marcatori | 2: Fondelli, Giorgetti, Sukno, Giacoppo, Figari 1: Di Fulvio, Mandić, Bodegas |

| Arbitri: | Stefano Alfi Massimo Calabrò |

|                                                           |           | |
| Gandini, Manzi: 2 Mugnaini, Steardo, Brlečić, Ivosević: 1 | Marcatori | 3: Pappacena 2: Bezić, Spinelli 1: Carchiolo, Murro, Innocenzi, Vitola, Calcaterra, Mandolini, Del Basso |

| Arbitri: | Mario Bianchi Massimiliano Caputi |

|                                                                                  |           |                                                                 |
| Carchiolo, Pappacena, Bezić, Innocenzi, Vitola: 2 Murro, Mandolini, Del Basso: 1 | Marcatori | 5: Cannella 3: Leporale 2: Rocco 1: Colosimo, Giorgi, Maddaluno |

## Statistiche

### Statistiche di squadra
- Statistiche aggiornate al 14 maggio 2016.

| Competizione | Punti | In casa | In casa | In casa | In casa | In casa | In casa | In trasferta | In trasferta | In trasferta | In trasferta | In trasferta | In trasferta | Neutro | Neutro | Neutro | Neutro | Neutro | Neutro | Totale | Totale | Totale | Totale | Totale | Totale | DR  |
| Competizione | Punti | G       | V       | N       | P       | Gf      | Gs      | G            | V            | N            | P            | Gf           | Gs           | G      | V      | N      | P      | Gf     | Gs     | G      | V      | N      | P      | Gf     | Gs     | DR  |
| ------------ | ----- | ------- | ------- | ------- | ------- | ------- | ------- | ------------ | ------------ | ------------ | ------------ | ------------ | ------------ | ------ | ------ | ------ | ------ | ------ | ------ | ------ | ------ | ------ | ------ | ------ | ------ | --- |
| Serie A1     | 24    | 13      | 5       | 2       | 6       | 120     | 132     | 12           | 2            | 1            | 9            | 100          | 159          | 0      | 0      | 0      | 0      | 0      | 0      | 25     | 7      | 3      | 15     | 220    | 291    | -69 |
| Totale       | -     | 13      | 5       | 2       | 6       | 120     | 132     | 12           | 2            | 1            | 9            | 100          | 159          | 0      | 0      | 0      | 0      | 0      | 0      | 25     | 7      | 3      | 15     | 220    | 291    | -69 |

### Classifica marcatori
| Tot. | Giocatore                  | A1 |
| ---- | -------------------------- | -- |
| 36   | Rene Bezić                 | 36 |
| 29   | Jacopo Mandolini           | 29 |
| 27   | Alessandro Calcaterra      | 27 |
| 26   | Bernardo Oneto Gomes       | 26 |
| 26   | Simone Pappacena           | 26 |
| 15   | Mario Del Basso            | 15 |
| 14   | Francesco Vitola           | 14 |
| 13   | Claudio Innocenzi          | 13 |
| 11   | Jonas de Oliveira Crivella | 11 |
| 10   | Davide Murro               | 10 |
| 9    | Vincenzo Carchiolo         | 9  |
| 4    | Antonio Spinelli           | 4  |